# Raiffeisenbank Bad Bramstedt Henstedt-Ulzburg
Die Raiffeisenbank eG Bad Bramstedt • Henstedt-Ulzburg mit Sitz in Bad Bramstedt war eine deutsche Genossenschaftsbank in Schleswig-Holstein. Am 1. Januar 2019 hat die Bank mit der Volksbank Pinneberg-Elmshorn eG zur VR Bank in Holstein eG fusioniert. 

## Organisationsstruktur
Die Raiffeisenbank eG Bad Bramstedt • Henstedt-Ulzburg war eine eingetragene Genossenschaft. Rechtsgrundlagen waren das Genossenschaftsgesetz und die von der Vertreterversammlung der Bank beschlossene Satzung. Organe der Bank waren der Vorstand, der Aufsichtsrat und die Vertreterversammlung.
Die Bank war der Sicherungseinrichtung des Bundesverbandes der Deutschen Volksbanken und Raiffeisenbanken (BVR) angeschlossen. 
Die Raiffeisenbank eG Bad Bramstedt • Henstedt-Ulzburg betrieb das Bankgeschäft als regionale Universalbank. Im Verbundgeschäft arbeitete sie mit der DZ Bank, R+V Versicherung, Bausparkasse Schwäbisch Hall, Teambank, VR Smart Finanz und der Union Investment zusammen.

## Geschäftsgebiet und Geschäftsstellen
Das Geschäftsgebiet der Raiffeisenbank eG Bad Bramstedt • Henstedt-Ulzburg lag nördlich von Hamburg und endete am äußeren Rand vom Hamburger Speckgürtel. Es umfasste die Orte Bad Bramstedt, Henstedt-Ulzburg, Alveslohe, Bilsen, Brokstedt, Kisdorf, Lentföhrden, Nützen, Schmalfeld, Wakendorf II, Weddelbrook und die umliegenden Regionen.
Die 12 Geschäftsstellen der Raiffeisenbank eG Bad Bramstedt • Henstedt-Ulzburg befanden sich in den Orten:
| - Alveslohe - Bad Bramstedt Hauptgeschäftsstelle - Bilsen - Brokstedt - Henstedt-Ulzburg Hauptgeschäftsstelle - Henstedt-Ulzburg Ortsteil Rhen | - Kisdorf - Lentföhrden - Schmalfeld - Wakendorf II - Weddelbrook |

Zusätzlich unterhielt die Raiffeisenbank eG Bad Bramstedt • Henstedt-Ulzburg vier SB-Standorte in Bad Bramstedt und Henstedt-Ulzburg.

## Geschichte
Im Jahre 2019 fusionierte die Raiffeisenbank mit der Volksbank Pinneberg-Elmshorn. Die fusionierte Bank heißt jetzt VR Bank in Holstein und hat ihren Sitz in Pinneberg.

### Stammbaum
- Raiffeisenbank eG Bad Bramstedt • Henstedt-Ulzburg
  - Raiffeisenbank eG Bad Bramstedt (bis 2000)
    - Raiffeisenbank eG Lentföhrden (bis 1985)
      - Schmalfeld (bis 1969)
      - Nützen (bis 1975)
      - Landkreditbank Bad Bramstedt (bis 1980)
      - Weddelbrook (bis 1981)

    - Raiffeisenbank eG Brokstedt (bis 1985)
      - Hasenkrug/Hardebek (bis 1964)
      - Sarlhusen (bis 1965)
      - Hagen (bis 1977)
      - Wiemersdorf (bis 1977)
      - Armstedt (bis 1983)

    - Teilfusion Segeberger Volksbank Bad Bramstedt (bis 1999)

  - Raiffeisen- und Volksbank eG Henstedt-Ulzburg (bis 2000)
    - Raiffeisenbank eG Henstedt-Ulzburg (bis 1999)
      - Henstedt (bis 1969)
      - Kisdorf (bis 1969)
      - Wakendorf II (bis 1979)
      - Alveslohe (bis 1983)

    - Teilfusion Segeberger Volksbank Henstedt-Ulzburg (bis 1999)